# Torreblascopedro
Torreblascopedro là một đô thị trong tỉnh Jaén, Tây Ban Nha. Theo điều tra dân số 2005 (INE), đô thị này có dân số là 2866 người.
37°60′B 3°38′T / 38°B 3,633°T Tọa độ: vĩ phút >= 60
{{#coordinates:}}: vĩ độ không hợp lệ